# Pentes (La Gudiña)
Pentes (llamada oficialmente San Mamede de Pentes) es una parroquia y un lugar del municipio español de La Gudiña, en la provincia de Orense, Galicia.

## Toponimia
La parroquia también es conocida por el nombre de San Mamed de Pentes.

## Organización territorial
La parroquia está formada por  cinco entidades de población:

### Entidad de población
Entidad de población que forma parte de la parroquia:
- Erosa (Erosa)
- Mesón de Erosa (Mesón de Herosa)
- Pentes
- A Venda da Teresa

### Despoblado
Despoblado que forma parte de la parroquia:
- Mesón do Purrián

## Demografía

### Parroquia
| Gráfica de evolución demográfica de Pentes (parroquia) entre 2000 y 2022 |
|                                                                          |
| Datos según el nomenclátor publicado por el INE.                         |

### Lugar
| Gráfica de evolución demográfica de Pentes (lugar) entre 2000 y 2022 |
|                                                                      |
| Datos según el nomenclátor publicado por el INE.                     |